# Kleintier und Garten
Kleintier und Garten war laut ihrem Untertitel ein „Familienblatt und Fachschrift für Gartenbau und Kleintierzucht“. Die Zeitschrift erschien von 1948 bis 1956 in Hannover im Landbuch-Verlag, nachdem Friedel Zeddies noch unter der britischen Militärverwaltung im Jahr 1947 einen Lizenzantrag für die Herausgabe des Periodikums gestellt hatte.
Das Blatt lag regelmäßig als Beilage in der Hannoverschen land- und forstwirtschaftlichen Zeitung und wurde später unter dem Titel Heim + Garten fortgeführt.